# Zöllnitz
Zöllnitz là một đô thị thuộc huyện Saale-Holzland trong bang Thüringen, Đức. Đô thị Zöllnitz có diện tích 4,2 km².